# Lugari
Lugari är huvudort i distriktet Lugari i provinsen Västprovinsen i Kenya.